# Rudolftelep
Rudolftelep là một thị trấn thuộc hạt Borsod-Abaúj-Zemplén, Hungary. Thị trấn này có diện tích 4,39 km², dân số năm 2010 là 734 người, mật độ 167 người/km².